# Fleher Brücke

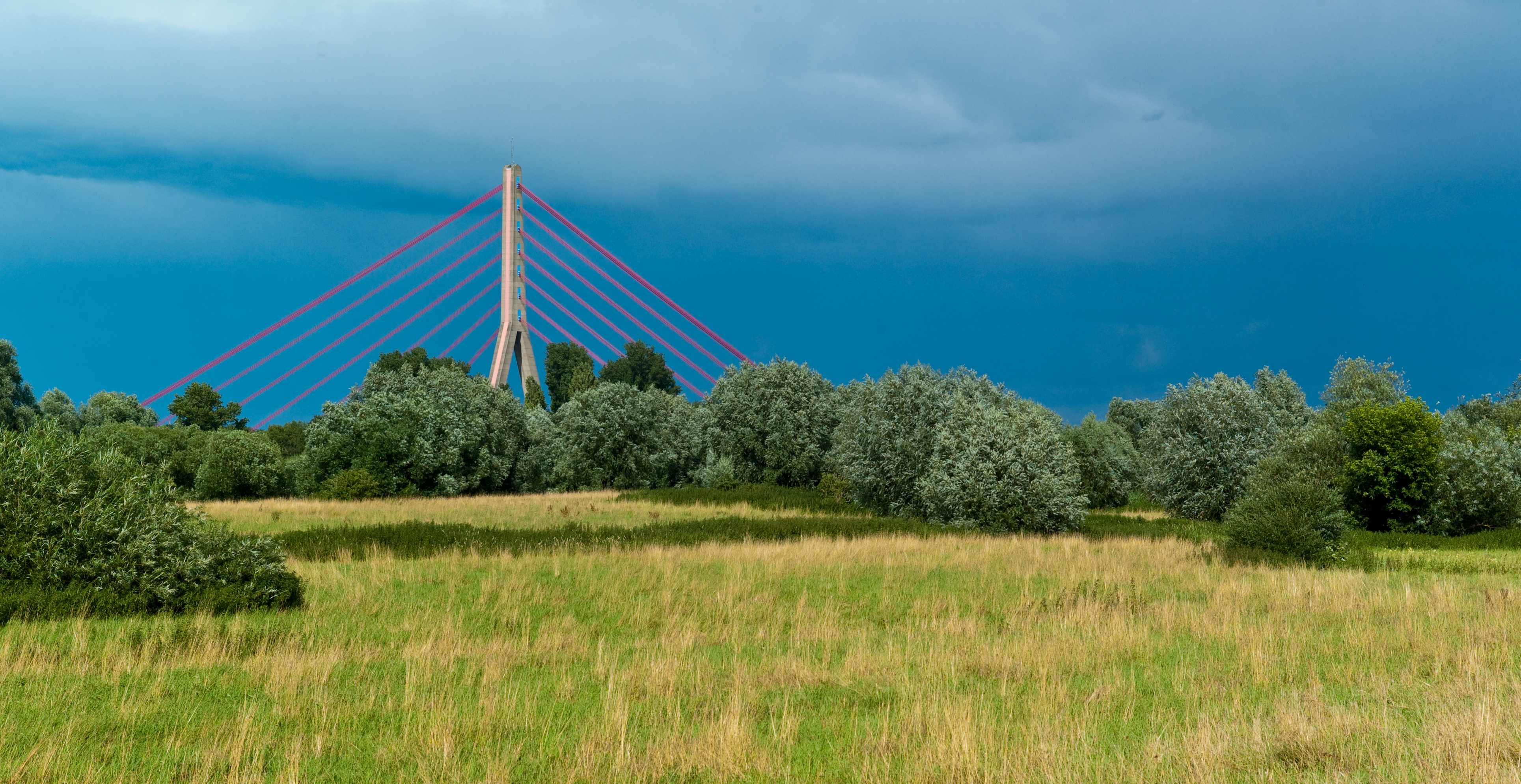
Fleher Brücke (Blick aus der Uedesheimer Rheinaue, Neuss Grimlinghausen)

Die Fleher Brücke, auch Rheinbrücke Düsseldorf-Flehe, zwischen Düsseldorf und Neuss ist eine 1979 eröffnete Autobahnbrücke (mit Fuß- und Radstreifen parallel der Fahrbahnen) über den Rhein, die die A 46 aus der linksrheinischen Region (Rhein-Kreis Neuss, Städteregion Aachen, Kreis Heinsberg, Belgien, Niederlande) mit dem Bergischen Land (Wuppertal, Solingen, Hagen) und dem Düsseldorfer Süden verbindet. Sie bildet zugleich den südlichen Teil des Düsseldorfer Autobahntangentenvierecks und ist nach dem Ortsteil Flehe der Stadt benannt.
Das Bauwerk hat drei Fahrstreifen und einen Standstreifen je Fahrtrichtung sowie außen beidseitig einen 2,75 m breiten Geh- und Radweg. Die Brücke überquert den Rhein nicht im rechten Winkel, um das Wassergewinnungsgebiet des alten Wasserwerkes Flehe zu schonen.
Die Fleher Brücke hat den höchsten Brückenpylon in Deutschland und die größte Spannweite aller deutschen Schrägseilbrücken. Bei ihrer Fertigstellung war sie mit einer Hauptspannweite von 368 m zudem die am weitesten gespannte einhüftige Schrägseilbrücke der Welt.

## Konstruktion
Prägend für die Fleher Rheinbrücke, eine einhüftige Mittelträger-Schrägseilbrücke, ist der am linken Rheinufer stehende 146,47 m hohe Stahlbetonpylon, der wie ein auf den Kopf gedrehtes Ypsilon aussieht. In den Stielen des Pylons sind oberhalb der Fahrbahn ein Aufzug und eine Treppenanlage untergebracht. Die Stiele sind in Brückenlängsrichtung nur 6,4 m breit. Sie wurden mit einer Kletterschalung hergestellt.
Die 368 m weit spannende Hauptöffnung über dem Rhein hat ein 41,7 m breites Brückendeck aus einem 3-zelligen Stahl-Hohlkasten mit einer Bodenplattenbreite von 16,3 m und einer orthotropen Fahrbahnplatte. Dieser Strombrückenteil lagert auf der rechten Rheinseite auf Pendellagern in einem Stahlbetonbauwerk, das zugleich über den dortigen Deichweg führt.
Die 13-feldrige Vorlandbrücke ist ein Spannbetonbauwerk mit einer Länge von 780 m und Einzelstützweiten von 13 × 60 m. Dabei besteht der Überbau auf eine Länge von neun Feldern aus zwei einzelligen Hohlkästen mit je einer 7,0 m breiten Bodenplatte. Die restlichen vier Felder im 240 m langen Bereich der Brückenabspannungen enden am Pylon; sie haben einen fünfzelligen Hohlkastenquerschnitt mit einer Bodenplattenbreite von 29,5 m.
Der Stahlüberbau und die Spannbetonbrücke sind am Pylon mit einem in den Pylon eingespannten stählernen Querträger so verbunden, dass ein Durchlaufträger-Gesamtsystem entsteht. Die Konstruktionshöhe des stählernen Brückendecks wie auch der Spannbeton-Vorlandbrücke beträgt einheitlich 3,80 m.

## Geschichte
Die Gesamtkonzeption stammte von Gerd Lohmer, die Vorlandbrücke auf der Neusser Rheinseite wurde von Fritz Leonhardt geplant. Er hatte zudem einen Vorschlag für das Gesamtkonzept erarbeitet, der jedoch nicht umgesetzt wurde. Der Bau der Brücke begann 1976 und kostete 94,6 Mio. DM (2025: ca. 131 Mio. EUR).
Die Freigabe dieser Brücke am 3. November 1979 bedeutete eine deutliche Entlastung des Südens Düsseldorfs vom Durchgangsverkehr und eine erhebliche Entlastung der damaligen Südbrücke, die bis dahin alleiniges südliches Eingangstor von der linken Rheinseite nach Düsseldorf war. Gleichzeitig war sie Voraussetzung für den Anschluss der A 46 an die linksrheinische A 57. Im ADAC Generalatlas war sie 1980 noch nicht verzeichnet, im ADAC Autoreisebuch von 1981 fehlte sie. 1991 lehnte das Bundesverkehrsministerium den Einbau von Lärmschutz ab.

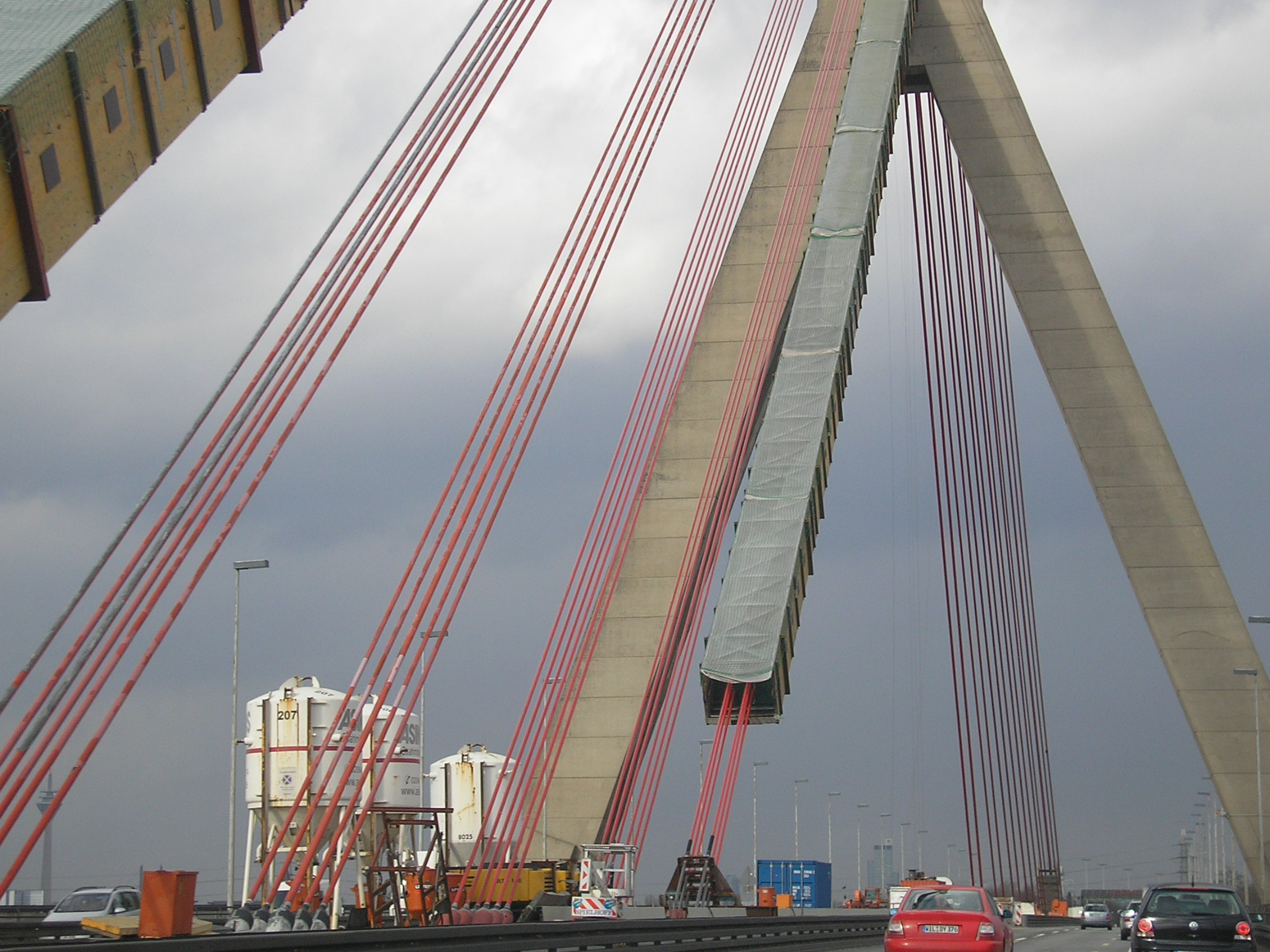
Seiltausch an der Brücke mit tunnelartiger Verkleidung (2009)

Im Jahr 2003 wurde bei einer magnetinduktiven Überprüfung festgestellt, dass Rostschäden an den Tragseilen vorhanden waren und 9 der insgesamt 96 Einzelseile mit ihren 325 Einzeldrähten komplett ausgetauscht werden mussten. Diese Maßnahme sollte insgesamt 9,5 Millionen Euro kosten, gleichzeitig sollte für zirka 7,5 Millionen Euro ein verbesserter Rostschutz aufgebracht werden (Zitat: „Laien würden von einer Runderneuerung reden“). Die Arbeiten begannen im Juni 2006 und wurden für die Düsseldorfer Seite bis Anfang 2010 abgeschlossen. Die anschließenden Arbeiten an der Neusser Seite waren im September 2010 beendet. Der Seiltausch kostete ungefähr 9,2 Millionen Euro. Da die Seile in Bündeln saniert und diese jeweils von einer Verkleidung tunnelartig umschlossen waren, konnte witterungsunabhängig gearbeitet werden.

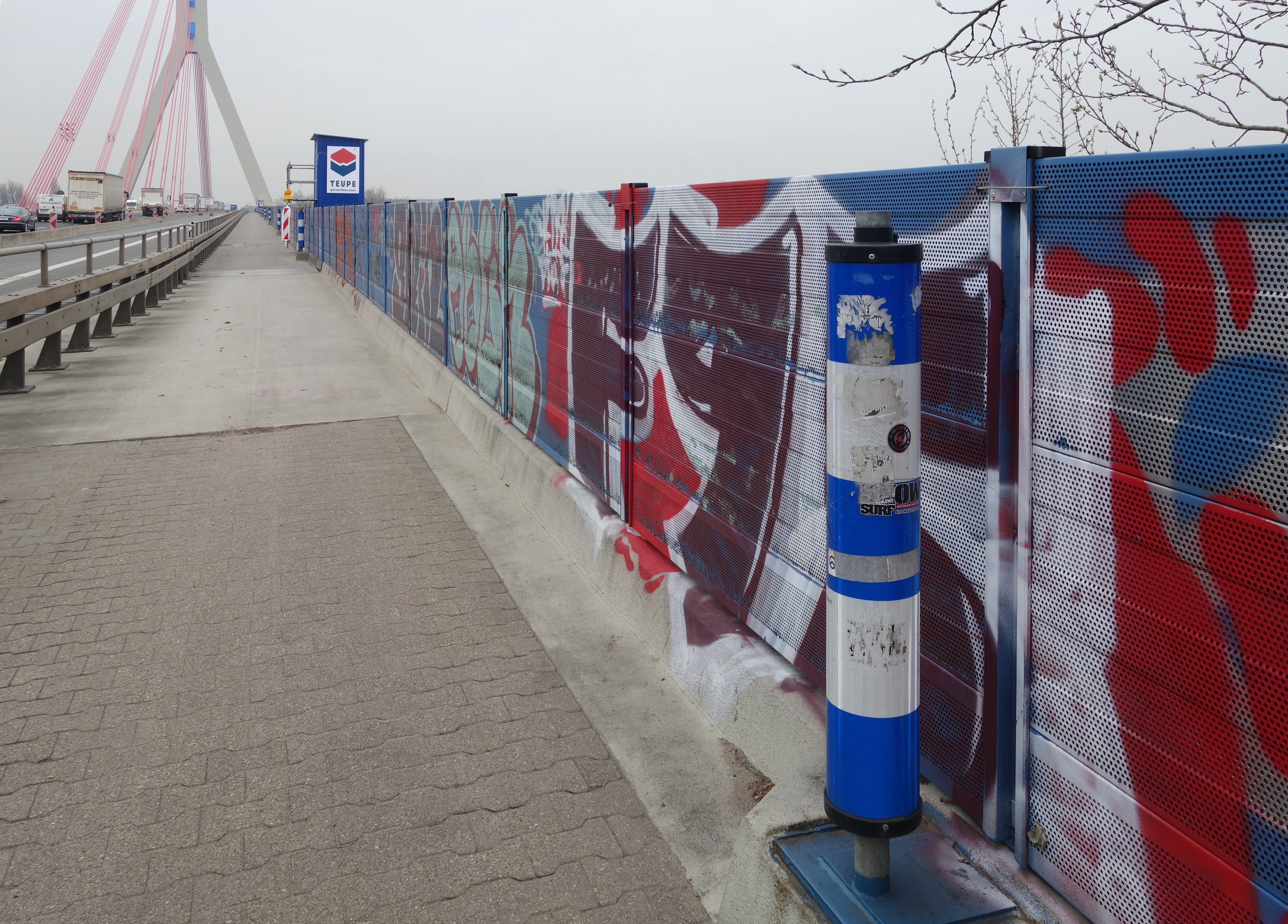
Lärmschutzwand (2019)

Als nächster Bauabschnitt stand die Sanierung des Pylons an, die im Herbst 2011 beginnen sollte. Sie verzögerte sich wegen der im Februar 2012 abgebrannten Autobahnbrücke bei Dormagen, auf deren Ausweichstrecke sich die Fleher Brücke befand, die deswegen nicht wie geplant gesperrt werden konnte.
Im Oktober 2011 wurden die Aufträge zu Arbeiten für verbesserten Lärmschutz vergeben, die den Anwohnern im Jahr 2010 zugesagt worden waren. Dies geschah jedoch erst, nachdem die Fleher Bürger-Interessengemeinschaft einen Anwalt mit ihrer Interessenvertretung beauftragt hatte. Bis Ende 2012 wurde eine 1,50 m hohe Lärmschutzwand errichtet.
Ab März 2013 konnte dann mit der weiteren Sanierung und der zusätzlichen Verbesserung des Lärmschutzes begonnen werden, für die bis Oktober 2013 die Fahrbahn in Richtung Wuppertal auf jeweils zwei Fahrstreifen reduziert wurde. Zudem wurde die Dehnungsfuge ausgetauscht, was in der anderen Richtung bereits im Jahr 2012 geschehen war. Zudem war die Instandsetzung von Beton geplant, die Abdichtung der Brücke sowie ein Überzug mit neuem Asphalt.

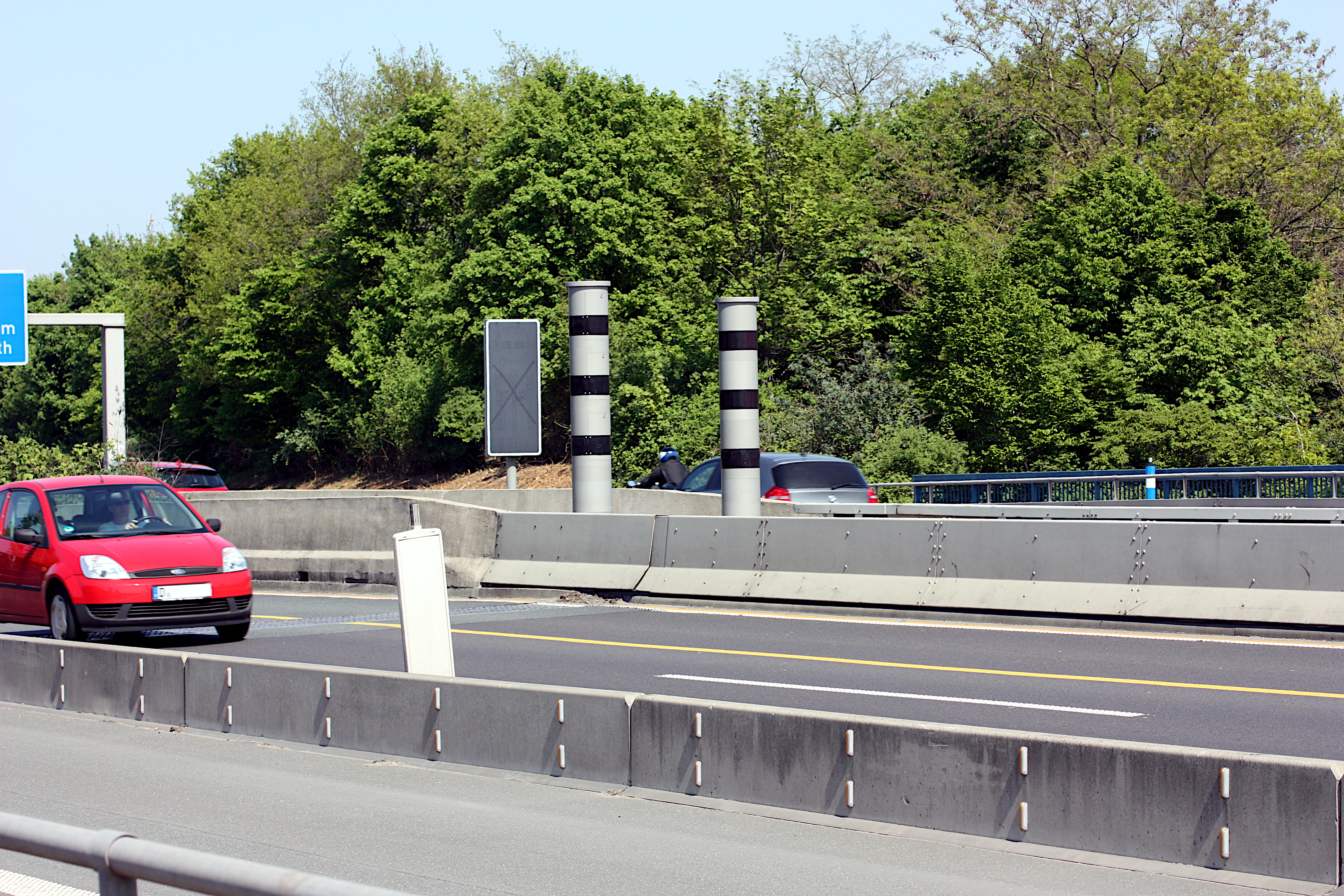
Geschwindigkeitsmessanlage (2019)

Am 6. März 2012 einigten sich die Bezirksregierung, die Stadt Düsseldorf sowie die Polizei auf den Bau einer Geschwindigkeitsmessanlage von Vitronic auf der Brücke. Ende Mai 2013 ging in Richtung Neuss eine Geschwindigkeitsüberwachung der Beschränkung auf 80 km/h zum Lärmschutz der Anwohner in Flehe in Betrieb. Die Anlage sendet die Fotos digital an das Ordnungsamt Düsseldorf. Die Stadt Düsseldorf trug die Kosten für die Errichtung der Anlage. Ab September 2013 wurde auch in Richtung Düsseldorf die Geschwindigkeit überwacht.
Am 30. Oktober 2014 stellte das Verwaltungsgericht Düsseldorf die Rechtswidrigkeit der Geschwindigkeitsbegrenzung fest: Das Ministerium für Wirtschaft, Energie, Bauen, Wohnen und Verkehr des Landes Nordrhein-Westfalen hatte 2010 die Herabsetzung der Höchstgeschwindigkeit auf 80 km/h wegen der Sanierung beantragt und zusätzlich angefragt, ob sie aus Lärmschutzgründen dauerhaft behalten werden könne. Den Akten ließe sich jedoch nicht entnehmen, ob die erbetene Prüfung einer dauerhaften Geschwindigkeitsbegrenzung stattgefunden hat und welche Ergebnisse sie gegebenenfalls erbracht hatte. Viel mehr teilte das Land mit, dass bislang keine Lärmuntersuchungen an der Brücke stattgefunden hätten. Die Bauarbeiten waren zwischenzeitlich abgeschlossen, und die Sanierung des Brückenpfeilers war erst für die kommenden Jahre geplant, so dass das Gericht das Fortbestehen der Beschränkung als nicht gerechtfertigt ansah. Nach Beendigung der Bauarbeiten waren auf der Brücke nach Recherchen des WDR über 100.000 Geschwindigkeitsüberschreitungen mit Bußgeldverfahren und über 1.400 Fahrverboten festgestellt worden, die nach Auskunft der Bußgeldstelle zu 97–98 % auf die 80 km/h-Beschränkung zurückzuführen waren (Geschwindigkeiten bis 127 km/h, frühere und wiederhergestellte Geschwindigkeitsbegrenzung zzgl. Toleranzwert).
Die Blitzanlage wurde in der Folge außer Betrieb genommen, weil sich fast alle Autofahrer an die Geschwindigkeitsbeschränkungen von 100 km/h in Fahrtrichtung Wuppertal (99,6 %) und 120 km/h in Fahrtrichtung Neuss (99,3 %) halten.
Im Mai 2016 begann die Instandsetzung des Pylons, in deren Rahmen der Beton erneuert wird. Bis Ende 2024[veraltet] wird am Pfeiler gearbeitet, der die Schrägseile der Brücke aufnimmt. Hier werden Risse im Stahlbeton verpresst, die freiliegende Bewehrung entrostet und ein Korrosionsschutz aufgetragen. Am 1. September 2016 wurde die Blitzanlage in Richtung Neuss wieder in Betrieb genommen, da die Baustelle es erfordert.
Am 18. November 2020 wurde bekanntgegeben, dass die Fleher Brücke trotz bereits erfolgter erheblicher Sanierungsmaßnahmen aufgrund irreparabler struktureller Schäden nicht dauerhaft erhalten werden kann. Sie wird weiter durch Sanierungsarbeiten betriebsfähig gehalten, bis ein westlich versetzter Neubau sie ersetzen kann. Dies wird voraussichtlich bis Anfang/Mitte der 2030er Jahre soweit sein. Bis dahin wird zur Entlastung der Brücke die Autobahn je Richtung auf die beiden inneren Fahrspuren reduziert.
Von Juni 2014 bis Februar 2024 war die Rheinbrücke Leverkusen für Fahrzeuge mit einem zulässigen Gesamtgewicht von über 3,5 Tonnen aufgrund von Rissen in der Stahlkonstruktion gesperrt. Die Fleher Brücke musste für diesen Zeitraum als benachbarte Rheinquerung einen Teil dieses Schwerverkehrs aufnehmen. Die Freigabe der ersten Brückenhälfte der neuen Rheinbrücke Leverkusen am 4. Februar 2024 führte zu einer deutlichen Entspannung der Verkehrslage. Dafür muss sie seit Herbst 2024 den Schwerlastverkehr der Neuss-Düsseldorfer Josef-Kardinal-Frings-Brücke (Südbrücke) wegen Brückenschäden übernehmen.